# John Chen Shizhong
John Chen Shizhong (chinesisch 陳適中, Pinyin Chén Shìzhōng, W.-G. Chʻen Shih-chung) (* 26. Dezember 1916 in der Republik China; † 16. Dezember 2012 in Yibin, Provinz Sichuan, Volksrepublik China) war ein chinesischer Geistlicher und römisch-katholischer Bischof von Yibin (Bistum Suifu 敘府). 

## Leben
John Chen Shizhong trat 1930 in das Kleine Priesterseminar und 1937 in das Große Priesterseminar Annunciation ein. Nach dem Studium der Philosophie und Theologie empfing er 1947 die Priesterweihe. Er war mehrere Jahre als Kaplan und Pfarrer tätig, wurde aber nach der Machtübernahme der Kommunisten verhaftet. Die 1950er Jahre verbrachte er in einem Arbeitslager. Er kam für kurze Zeit frei, aber mit der Kulturrevolution wurde er von 1966 bis 1976 erneut inhaftiert. Nach Haftentlassung musste er in der Landwirtschaft arbeiten.
Erst 1981 konnte er seinen priesterlichen Dienst wieder aufnehmen. 1983 war er am Aufbau eines Priesterseminars in Chengdu beteiligt. Am 14. Juni 1985 wurde er durch die Chinesisch Katholisch-Patriotische Vereinigung zum achten Bischof von Yibin ernannt. Papst Johannes Paul II. bestätigte die Ernennung später. 1988 wurde er Rektor des Seminars in Yibin. Erst 2011 wurde ihm mit Peter Luo Xuegang ein Koadjutor an die Seite gestellt. Chen engagierte sich vor allem in der Berufungspastoral und der Priesterausbildung.